# Townsendia triangulata
Townsendia triangulata là một loài ruồi trong họ Asilidae. Townsendia triangulata được Martin miêu tả năm 1966. Loài này phân bố ở vùng Tân nhiệt đới.